# Volvo AB

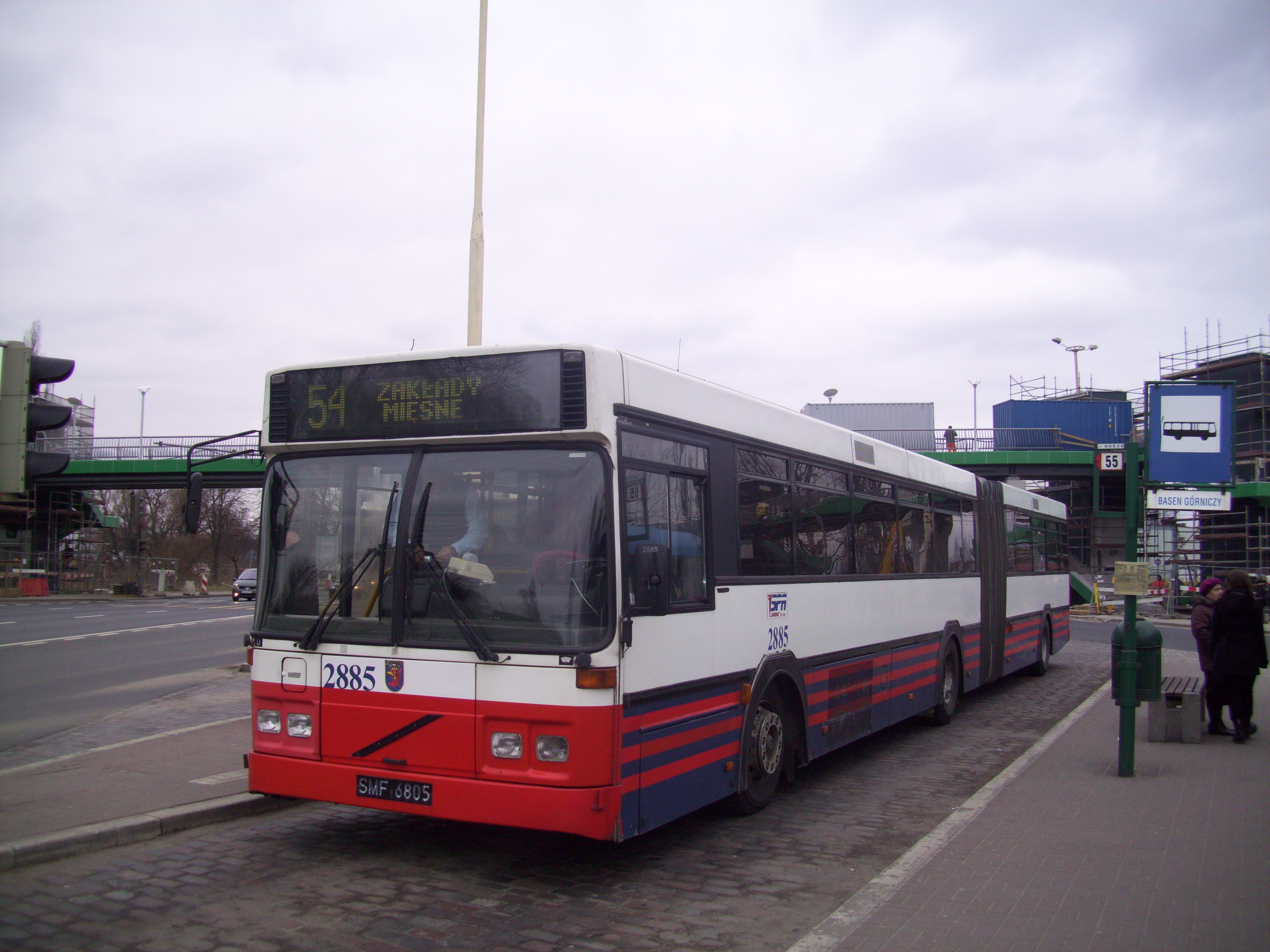
Volvo B10MA #2885 w Szczecinie

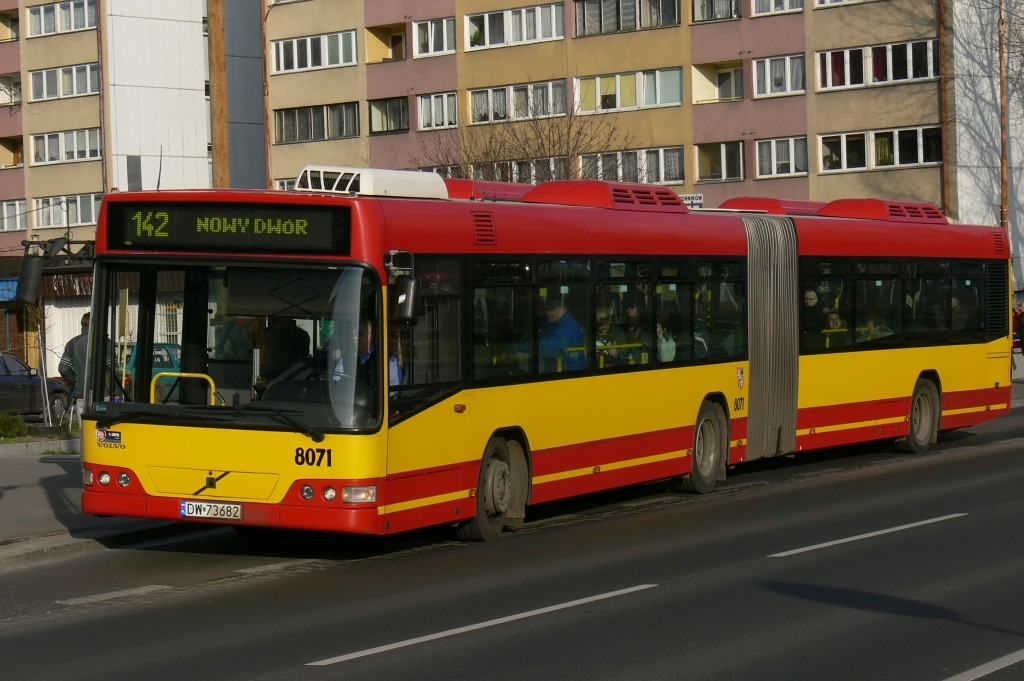
Volvo 7000A #8071 we Wrocławiu

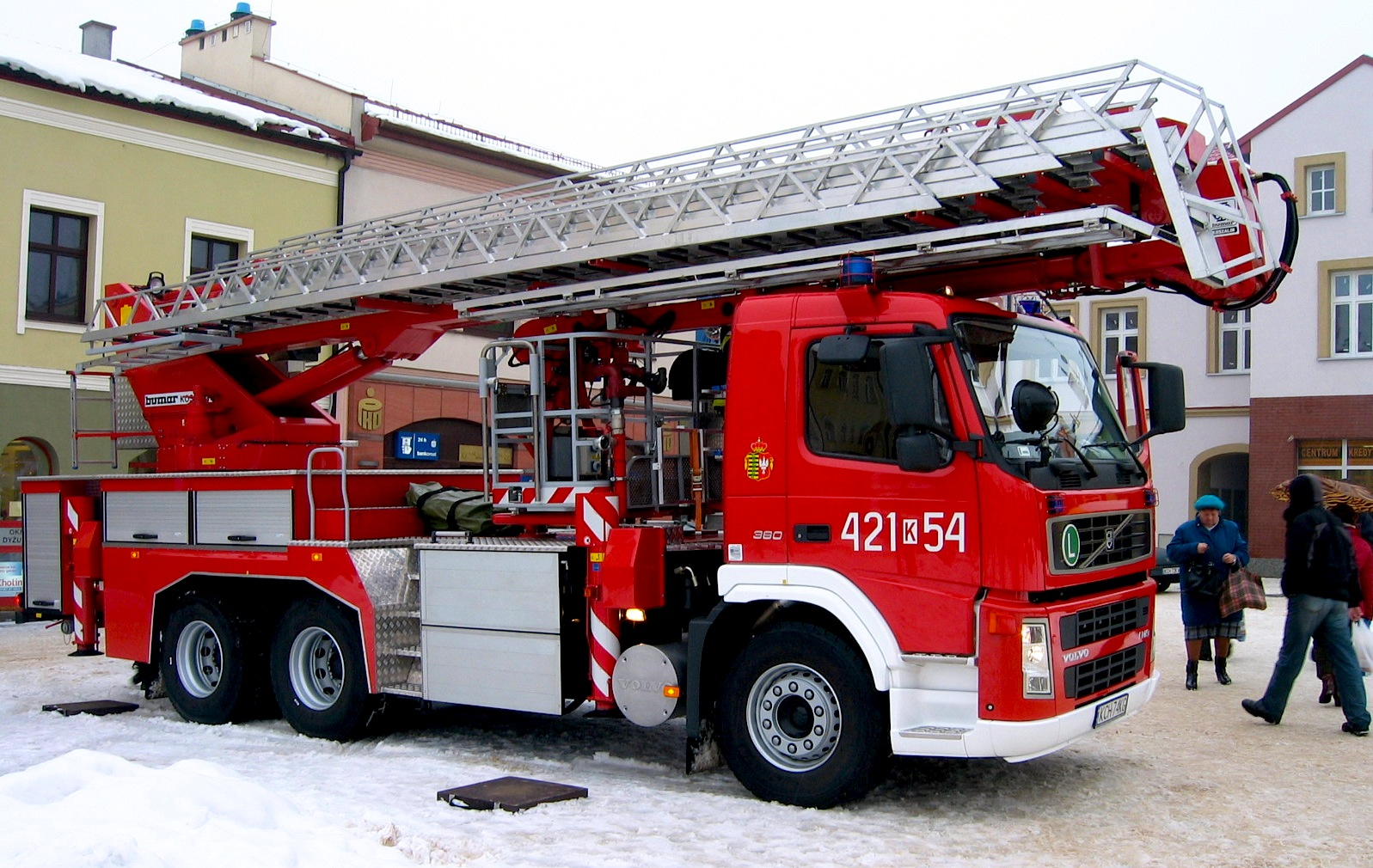
Wóz strażacki marki Volvo w Chrzanowie

Volvo (Volvo Aktiebolaget, volvo łac. toczę się, od czasownika volvere) – szwedzki koncern produkujący obecnie pojazdy użytkowe (autobusy, trolejbusy, samochody ciężarowe) oraz maszyny budowlane, rolnicze i urządzenia transportowe, w tym również silniki.
Siedzibą przedsiębiorstwa jest Göteborg.

## Działalność
W skład koncernu wchodzą:
- Volvo Trucks
- Mack Trucks
- Renault Trucks
- Volvo Buses
- Volvo Construction Equipment
- Volvo Penta
- Volvo Aero
- Volvo Financial Services
- Volvo Marine
- Volvo Business Services
- Volvo Information Technology

Samochody osobowe od 1999 roku produkuje wydzielone przedsiębiorstwo Volvo Car Corporation, która to firma została w 1999 odsprzedana Ford Motor Company, a w 2010 została wykupiona przez chiński koncern Geely. Prawa do marki Volvo podzielone są po połowie pomiędzy Volvo AB oraz Volvo Car Corporation.

### Volvo AB w Polsce
Volvo znane jest w Polsce od lat 40. XX wieku. Jedyna na świecie fabryka koparko-ładowarek tej marki znajduje się we Wrocławiu. Volvo BL71 jest modelem maszyny budowlanej, która zajmuje trzecie miejsce pod względem sprzedaży w Polsce. Także w Polsce istnieje jedyny producent części zamiennych do tego modelu.